# Gobernador de San Martín (Países Bajos)

Estandarte del Gobernador de San Martín

El gobernador de San Martín (en neerlandés, Gouverneur van Sint Maarten) es el representante en la isla caribeña de San Martín (San Martín) de la cabeza del Estado holandés (el rey Guillermo Alejandro de los Países Bajos). Los derechos de los gobernadores son de dos tipos: el representa y guarda los intereses generales del Reino de los Países Bajos y es la cabeza del gobierno de San Martín. Él es responsable solo ante el gobierno del Reino de los Países Bajos. Como cabeza del gobierno, el gobernador es inmune. El Gobernador ejerce el poder ejecutivo bajo la responsabilidad de los ministros, que son responsables ante el Parlamento de San Martín (Staten van Sint Maarten). El Gobernador no tiene responsabilidades políticas y no forma parte del gabinete. Durante la formación de un gabinete y nombramiento del primer ministro, el gobernador juega un papel importante. El gobernador es nombrado por la Reina por un período de seis años. Este período puede ser prolongado por un período más de seis años. El gobernador es apoyado por la secretaría de gabinete del gobernador, y es auxiliado por el Consejo de Asesoramiento (Raad van Advies), que consta de por lo menos cinco miembros, nombrados por el gobernador, que lo ayudan en los proyectos de ordenanzas estatales, los decretos del estado, los actos reino y en general las órdenes administrativas.

## Lista de gobernadores
El 10 de octubre de 2010 San Martín alcanzó el estatus de un país autónomo dentro del Reino de los Países Bajos (Status Aparte como el de Aruba). Antes de esa fecha el gobernador de las Antillas Neerlandesas fue también gobernador de San Martín. El primer gobernador de San Martín es Eugene Holiday. El 30 de septiembre de 2010 fue juramentado por la Reina Beatriz en La Haya.